# 小川とわ
小川 とわ（1895年10月10日 - 1964年5月25日）は、日本の実業家。位階は従六位。勲等は勲五等。元トンボ鉛筆会長。
創業者である小川春之助の妻。

## 生涯
1895年（明治28年）10月10日、旧東京市芝区に生まれる。1912年（明治45年）、17歳で小川春之助と結婚。夫の父小川作太郎は鉛筆を作る職人で自前の鉛筆工場を持っていた時期もあり、親族にも鉛筆業者が多かった。
1913年（大正2年）夫、春之助が浅草瓦町（現東京都台東区柳橋）に「小川春之助商店」を開業。当初は文房具類一式を扱っていたが、次第に鉛筆の製造販売に注力した。
とわは会社創業期には経理を手伝う傍ら宣伝広告などを担当した。1935年にはとわの人脈を通じて日本劇場（日劇）に緞帳をトンボ鉛筆が寄納して世間の注目を集めた。株式会社移行後は常務をつとめて会社経営を手伝い、夫が亡くなったのちは会長となり、社長となった息子に会社経営を引き継いだ。
夫の死後、執筆した著書『蜻蛉日記（せいれいにっき）ーえんぴつと共に五十年ー』では、本人の人生と不可分だったトンボ鉛筆創成期からの50年の歴史を知ることができる。本を書き上げた後、刊行直前の1964年5月25日に死去。従六位勲五等瑞宝章を追贈された。
夫との間に3男4女をもうけた。長男の八郎、次男の浩平、三男の隆司は順に社長を務め、同族経営が続いている。